# Dagmar Petersen
Pour les articles homonymes, voir Petersen.
Dagmar Petersen, née à Berlin le 10 septembre 1920 et morte le 22 juillet 2010 à Munich, est une résistante allemande contre le nazisme, membre du groupe de Hanno Günther, le groupe Rütli.

## Biographie
Dagmar Petersen est née à Berlin le 10 septembre 1920, d'une mère juive et d'un père non juif, ce qui fera d'elle une Mischling, du premier degré lorsque les nazis arrivent au pouvoir en 1933 et adoptent les lois de Nuremberg. Elle fréquente l'Ecole Rütli (de) puis la Elbeschule où elle termine sa scolarité en 1936. Entretemps, en 1932, elle rejoint l’organisation de jeunesse communiste Jeunes pionniers rouges (de), interdite en 1933. Après sa scolarité elle effectue l'année de travail obligatoire imposée aux femmes de moins de 25 ans. Ensuite, elle travaille comme sténodactylographe. 
En janvier 1940, elle retrouve son camarade d'école, Hanno Günther, qui lui propose de rejoindre le groupe de résistance qu'il est en train de créer avec Elisabeth Pungs (de) et d'anciens élèves de l'école Rütli. Dagmar Petersen participe alors aux soirées du groupe dans l'appartement des parents de Hanno Günther, durant lesquelles ils écoutent le Londoner Rundfunk (de) l'émission en allemand de la BBC, interdite. Le groupe écrit et distribue également des tracts qu'ils déposent dans les boîtes à lettres, apposent des autocollants contre la guerre et rédigent Das freie Wort,.
Dagmar Petersen est arrêtée le 7 août 1941, ainsi que plusieurs membres du groupe Rütli, et emmenée à la prison de Berlin-Charlottenburg. Le procès devant le Volksgerichtshof a lieu plus d'un an plus tard, en octobre 1942. Le juge la condamne à sept ans de prison pour complicité de « préparation à la haute trahison ». Hanno Günther, Emmerich Schaper, Bernhard Sikorski et Wolfgang Pander sont condamnés à mort. Emmerich Schaper meurt en prison des mauvais traitements qu'il a subi , avant son exécution. Les autres sont exécutés,,,.
Dagmar Petersen décède le 22 juillet 2010 à Munich,.